# Štikozubec tichooceánský
Štikozubec tichooceánský (Merluccius productus), jinak též štikozubec pacifický je ryba z řádu hrdloploutví (Gadiformes) a čeledi štikozubcovití (Merlucciidae) blízce příbuzná s treskou obecnou. Má poměrně dlouhé tělo, velkou hlavu a dopředu vyčnívající dolní čelist. Hřbet má modrošedé zbarvení, boky jsou stříbřité. Žije ve velkých hejnech. Tření probíhá na jaře, kdy samice kladou miliony jiker. Jikry volně plavou na hladině oceánu a jsou unášeny do velkých vzdáleností oceánskými proudy. Mezi přirozené nepřátele patří kytovci, tuleni a mečouni, také se v poslední době stali předmětem komerčního lovu.